# Phoenix Wright: Ace Attorney: Trials and Tribulations
Phoenix Wright: Ace Attorney: Trials and Tribulations, lanzado en Japón como Gyakuten Saiban 3 (逆転裁判 3 Gyakuten Saiban 3?) es una novela visual para la consola Game Boy Advance y Nintendo DS de la saga Ace Attorney. Fue publicado y desarrollado por Capcom en Japón, Norteamérica y Europa, y publicado por Nintendo en Australia. Primero fue lanzado en Japón exclusivamente para el Game Boy Advance  en 2004, y fue relanzado para el Nintendo DS como un remake en el 2007 aprovechando la ventaja de la pantalla táctil, el soporte del micrófono, y el contenido exclusivo. Esta versión fue lanzada por primera vez en Japón, y más tarde en América del Norte, Europa y Australia. La versión para Game Boy Advance también fue relanzada para PC como Gyakuten Saiban 3, publicado por la compañía japonesa SourceNext poco después del lanzamiento del juego para la Nintendo DS.
Al igual que sus anteriores predecesores, el juego se adentra en el mundo de los abogados y los juicios, donde el jugador encarna al protagonista y abogado defensor Phoenix Wright. El juego presenta cinco casos. Cada caso consta de dos modos de juego: La investigación y el juicio propiamente dicho. En el aspecto de investigación del juego, Phoenix reúne pruebas y habla con los personajes involucrados en el caso. En los juicios, Phoenix defiende a sus clientes con la utilización de pruebas, testimonios, y usando la lógica, resolviendo el misterio que rodea a cada caso. La perspectiva de la corte es por lo general en tercera persona, mientras que el punto de vista fuera de la corte es en primera persona.
La novedad de esta entrega, es la posibilidad de asumir el papel de Mia Fey y Miles Edgeworth en algunas partes del juego.

## Jugabilidad
Al igual que en las anteriores entregas, los jugadores asumen el papel de Phoenix Wright, que actúa como un abogado defensor. No obstante, se ha añadido la posibilidad de asumir en algunas partes del juego, el papel de Mia Fey y Miles Edgeworth.
El juego tiene dos segmentos: la investigación y el juicio. Durante el juicio, los jugadores deben hacer una variedad de tareas, que normalmente se hacen en un Tribunal, incluyendo la declaración de testigos, presentando pruebas y protestas a las declaraciones contradictorias o las pruebas presentadas por la fiscalía.
Al igual que en la entrega anterior, el jugador puede presentar los perfiles de todos los implicados en el caso a modo de prueba. Esto hace que las alternativas a la hora de contestar una pregunta de la acusación (o del propio juez) se vean aumentadas y por tanto sea también mayor la posibilidad de fallar nuestra respuesta. Por otra parte, sigue la posibilidad de saber cuándo una persona nos está mintiendo gracias a un amuleto mágico (magatama).
Durante los juicios destacan dos figuras:
- El abogado es el encargado de la defensa en un caso. Son contratados por el acusado, y se encargan de interrogar a los testigos sobre su testimonio (o declaración).

- El fiscal es el encargado de la acusación. Su trabajo consiste en obtener un veredicto de culpabilidad para el acusado, además de exponer los casos al inicio del juicio y de llamar al estrado a los testigos.

## Personajes principales
- Phoenix Wright (成歩堂 龍一 Naruhodō Ryūichi?)

Es el protagonista del juego. Es un abogado licenciado desde hace un año que trabaja en el Bufete Wright & Co. Es despistado y se deja llevar, pero es sarcástico cuando habla para sí mismo. Maya y Larry le llaman Nick.
- Mia Fey (綾里 千尋 Ayasato Chihiro?)

Fue la jefa de Phoenix y hermana de Maya Fey. En su primer caso su cliente se suicida en pleno juicio, haciéndole un daño emocional del cual se recuperaría un año más tarde, tras aceptar el caso de su cliente Phoenix Wright.
- Miles Edgeworth (御剣 怜侍 Mitsurugi Reiji?)

Fiscal y amigo de Phoenix. Tras irse de viaje para estudiar tribunales foráneos, regresa a su país para suplir a Phoenix en un caso donde su rival será Franziska von Karma. Es el fiscal del cuarto caso.
- Maya Fey (綾里 真宵 Ayasato Mayoi?)

Es la compañera de Phoenix y la hermana de Mia Fey. Es amable, simpática y suele estar hambrienta, aunque un poco loca a veces. Le encantan las hamburguesas (en el juego japonés es el ramen).
- Pearl Fey (綾里 春美 Ayasato Harumi?)

Es prima de Maya y Mia y la hija de Morgan. Tiene 9 años. Se refiere a Maya como Maya la mística y a Phoenix como Sr. Nick. Es bastante lista para su edad, aunque no sabe deletrear bien.
- Franziska von Karma (狩魔 冥 Karuma Mei?)

Hija del legendario fiscal Manfred von Karma, Franziska se convirtió en fiscal en Alemania a la edad de 13 años, y se mantuvo invicta durante ese tiempo. Vuelve para enfrentarse a Phoenix aunque al final, su rival es Edgeworth.
- Larry Butz (矢張 政志 Yahari Masashi?)

Es un amigo de la infancia de Phoenix y Edgeworth, en la escuela tenían un dicho sobre el: "Si algo huele mal, pregunta a Larry y el lo sabrá".
- Dick Gumshoe (糸鋸 圭介 Itonokogiri Keisuke?)

Torpe inspector del Departamento de Policía. Se encarga de la investigación inicial. Está enamorado de Maggey Byrde.
- Godot (ゴドー Godot?)

Misterioso fiscal que lleva una máscara debido a una lesión en los ojos. Es una persona muy importante en el pasado de Mia Fey. Su nombre real es Diego Armando.
- El Juez (裁判長 Saibanchō?)

No se sabe su nombre, pero es el juez de todos los casos de los juegos. Es un juez algo ingenuo, que no entiende todo a la primera.
- El juez (hermano menor) (裁判長 Saibanchō?)

Es el juez del cuarto caso.

## Los casos
- El caso recordado: en un día lluvioso aparecen dos chicos hablando. Tras una discusión, uno termina electrocutado en el suelo. Mia Fey regresa a los tribunales después de haber pasado un año fuera. Acompañada de Marvin Grossberg, buscara lograr la inocencia de su cliente, Phoenix Wright, que le motiva para ser abogado.

- El caso robado: aparece una caja fuerte, en la que el inspector Gumshoe, tras abrirla, descubre que el criminal Mask☆DeMasque ha robado una joya, además de dejar su tarjeta de presentación. Phoenix tiene que defender a un guardia de seguridad del robo de la Urna Sagrada y del asesinato de su exjefe. Aparece por primera vez el fiscal Godot.

- Receta para un caso: Phoenix se entera, tras leer una noticia, que ha perdido un caso. La acusada en cuestión es Maggey Bryde. Es así como Phoenix busca a la persona que se hizo pasar por él, además de buscar la inocencia de su cliente.

- El origen del caso: Phoenix aparece en una cama investigando el primer caso de Mia Fey, siendo también el primer caso de Miles Edgeworth. Terry Fawles, un condenado a muerte, es acusado de matar a Valerie Hawthorne, sargento de la policía. Mia aparece esta vez acompañada del abogado Diego Armando. Este caso también se relaciona con un incidente que ocurrió unos años atrás entre Terry Fawles, Dahlia Hawthorne y Valerie Hawthorne.

- Puente hacia el caso: Phoenix, Maya y Pearl van a un templo en las montañas para que Maya entrene su técnica de canalización. Por la noche, Elise Deauxnim, una autora de libros infantiles, aparece muerta en el patio. Tras presenciar el hecho, Phoenix corre hacia un teléfono en las afueras del templo. Al llegar, el puente que conectaba dos montañas está en llamas, y Phoenix sufre un accidente al tratar de cruzar el puente. Es así como Miles Edgeworth se vuelve abogado defensor para ayudar a Phoenix; además, Franziska von Karma regresa en su condición de fiscal. Se descubre la historia de Godot.

| Predecesor: Phoenix Wright: Ace Attorney: Justice for All | Saga Ace Attorney | Sucesor: Apollo Justice: Ace Attorney |

- Datos: Q721710